# Clubic
 (mai 2016).
Si vous disposez d'ouvrages ou d'articles de référence ou si vous connaissez des sites web de qualité traitant du thème abordé ici, merci de compléter l'article en donnant les références utiles à sa vérifiabilité et en les liant à la section « Notes et références ».
Clubic est un site web français d'actualité technologique détenu par la société M6 entre 2008 et mars 2018, puis redevenu indépendant le 1er avril 2018.

## Présentation
Créé en 2000, ce site grand public d'actualité high tech et numérique propose de découvrir l'actualité des nouvelles technologies, des tests de produits (smartphones, ordinateurs, tablettes, objets connectés, etc.) et services (logiciels, applications, services en ligne etc.), des guides pratiques et comparatifs, une plateforme de téléchargement de logiciels (Windows, macOS et Linux) et d'applications mobiles (Android, iOS) ainsi que d'un service communautaire (forum) réunissant près de 300 000 membres.
Le site incorpore dans sa ligne éditoriale des articles issus des autres sites édités par Cyréalis (Jeuxvideo.fr, Mobinautes, NetEco), société rachetée par M6. Le comparateur de prix issu du portail Achetezfacile.com a lui aussi été incorporé à Clubic[réf. nécessaire]. L'équipe éditoriale de Clubic a pour but de faciliter le high tech et de proposer une information exhaustive, vérifiée et de qualité à ses millions de lecteurs chaque mois.
Selon le site de statistiques Alexa, en avril 2021, Clubic était le 3 903e site le plus visité au monde, et le 265e site Internet français le plus visité. Le site totalise selon le panel de mesure d'audience Médiamétrie sur Internet depuis ordinateur fixe, smartphone et tablette[Quand ?] 3,9 millions de visiteurs uniques chaque mois et se situe chaque mois dans le Top 5 des médias spécialisés dédiés aux nouvelles technologies en France. D'après le site SimilarWeb, Clubic a généré plus de 10 millions de visites mensuelles en mars 2021.
Le 30 mars 2018, Clubic annonce sa séparation de M6 pour redevenir indépendant à travers une nouvelle société éditrice CLUBIC SAS créée par Florent Maitre et Philippe Du Noyer et ses fondateurs historiques (Jerry Nieuviarts et Nicolas Rosset). Le projet de reprise a pour mission de permettre à Clubic de devenir la meilleure source d'information sur l'actualité des nouvelles technologies du web francophone,.